# Modelo de recuperación (salud mental)
El "modelo de recuperación psicológica" o "modelo de recuperación" o "enfoque de recuperación de trastornos mentales" o de "dependencia de sustancias" hace hincapié y fomenta el potencial de recuperación de la persona. En este enfoque, la recuperación se considera generalmente como un proceso personal más que como un fin predeterminado, que puede implicar las tareas de fomentar la esperanza, la seguridad y el sentido de sí mismo, las relaciones de apoyo, el empoderamiento, la inclusión social, la capacidad de afrontar la situación y su significado. La recuperación considera que los síntomas son un continuo de la normalidad más que una aberración y rechaza la dicotomía cordura-locura.
William Anthony, Director del Centro de Rehabilitación Psiquiátrica de Boston desarrolló en 1993 una peculiar definición de la base de la recuperación en salud mental. "La recuperación es un proceso profundamente personal y único para cambiar las actitudes, valores, sentimientos, metas, habilidades y/o roles de sí mismo. Es una oportunidad de vivir una vida satisfactoria, con esperanza y contribución a la vida, incluso dentro de las limitaciones provocadas por el trastorno". La recuperación implica el desarrollo de un nuevo sentido y propósito en la vida a medida que se sobrepasan los efectos catastróficos del trastorno mental".
El uso del concepto en la salud mental surgió a medida que la desinstitucionalización llevó a que más personas vivieran en la comunidad. Cobró impulso como movimiento social debido a que se percibió que los servicios o la sociedad en general no prestaban el apoyo adecuado para la inclusión social del colectivo, y a que los estudios demostraban que muchas personas se habían recuperado. En la actualidad se ha adoptado explícitamente un enfoque de recuperación como principio rector de las políticas de salud mental o de dependencia de sustancias en varios países y estados. En muchos casos se están aplicando medidas prácticas para que los servicios se fundamenten en un modelo de recuperación, aunque tanto quienes prestan los servicios como quienes los reciben han señalado una serie de obstáculos, preocupaciones y críticas. Se han elaborado varias medidas normalizadas para evaluar los aspectos de la recuperación, aunque hay cierta variación entre los modelos profesionales y los que proceden del movimiento de supervivientes de la psiquiatría.

## Historia
En general, en la medicina y la psiquiatría, la recuperación se ha utilizado durante mucho tiempo para referirse al final de una experiencia o un episodio de enfermedad concretos. El concepto más amplio de "recuperación" como filosofía y modelo general se popularizó por primera vez en relación con la recuperación del abuso de sustancias/drogadicción, por ejemplo, dentro de los programas de doce pasos.
La aplicación de los modelos de recuperación a los trastornos psiquiátricos es relativamente reciente. El concepto de recuperación se remonta a 1840, cuando John Perceval, hijo de uno de los primeros ministros de Gran Bretaña, escribió sobre su recuperación personal de la psicosis que experimentó desde 1830 hasta 1832, una recuperación que obtuvo a pesar del "tratamiento" que recibió de los médicos "lunáticos" que lo atendieron. Pero por consenso, el principal impulso para el desarrollo provino del movimiento de usuarios/exusuarios y supervivientes, una iniciativa de apoyo mutuo y defensa de derechos, presente sobre todo en los Estados Unidos durante los últimos años de la década de 1980 y los primeros de la década de 1990. La literatura profesional, comenzando por el movimiento de rehabilitación psiquiátrica, inició la incorporación del concepto a principios de la década de 1990 en los Estados Unidos, seguido por Nueva Zelanda y más recientemente en casi todos los países del "Primer Mundo" Enfoques similares se desarrollaron alrededor de esa época, sin utilizar siempre el término recuperación, en Italia, Países Bajos y Reino Unido.
Los avances se vieron impulsados por una serie de estudios de resultados a largo plazo de personas con "trastornos mentales graves" en poblaciones de prácticamente todos los continentes, incluyendo estudios históricos internacionales comparados de la Organización Mundial de la Salud (OMS) de los años setenta y noventa, que mostraron tasas inesperadamente altas de recuperación completa o parcial, con estadísticas exactas que variaban según la región y los criterios utilizados. El efecto acumulativo de las historias personales o los testimonios de procesos de recuperación también ha sido un importante factor que ha impulsado la elaboración de enfoques y políticas de recuperación. Una cuestión clave fue la forma en que los usuarios de los servicios podían mantener la autoría y la legitimidad de los conceptos de recuperación y, al mismo tiempo, prestarles apoyo en la política y prácticas profesionales.
Cada vez más, la recuperación se ha convertido tanto en un tema de investigación de los servicios de salud mental como en un término emblemático de muchos de los objetivos del Movimiento de Usuarios, Exusuarios y Supervivientes de la Psiquiatría. El concepto de recuperación fue a menudo definido y aplicado de maneras diferentes por usuarios y profesionales. Se han desarrollado políticas específicas y estrategias clínicas para implementar los principios del modelo de recuperación aunque las preguntas claves permanecen.

## Elementos de la recuperación
Se ha hecho hincapié en que el proceso de recuperación de cada individuo es un proceso profundamente personal, además de estar relacionado con su comunidad y la sociedad a la que pertenece. Se han propuesto una serie de características o indicadores de recuperación que a menudo son considerados factores esenciales y que se han clasificado de forma exhaustiva bajo el concepto de CHIME. CHIME es una abreviatura en inglés de Conectividad, Esperanza y Optimismo, Identidad, Significado y Propósito y Empoderamiento.

### Vínculo y relaciones de apoyo
Se dice que un aspecto común de la recuperación es la participación de otras personas que creen en el potencial de la persona para recuperarse y que están a su lado. Según la Teoría Cultural Relacional desarrollada por Jean Baker Miller, la recuperación requiere de relaciones de reciprocidad y empatía. La teoría afirma que ello requiere relaciones que incorporen respeto, autenticidad y disponibilidad emocional Las relaciones de apoyo también pueden hacerse más seguras mediante la previsibilidad y procurando evitar la vergüenza y la violencia Aunque los profesionales de la salud mental pueden ofrecer un tipo particular de vínculo limitado y contribuir a fomentar la esperanza, se dice que las relaciones con amistades, familiares y la comunidad a la que pertenecen suelen tener una importancia más profunda y a más largo plazo.  Las personas que están recuperadas pueden desempeñar el papel de conectar a las personas en recuperación con servicios a los que quizá la persona solo tenga acceso limitado, como ayudas para alimentos y asistencia médica. Otras personas que han pasado por dificultades similares y han superado o están aun en un proceso de recuperación también pueden desempeñar un papel en el desarrollo de su comunidad y en la prevención de los problemas de aislamiento de otras personas en fase de recuperación. En la práctica, esto puede lograrse a través de encuentros individuales, participando en grupos de discusión en la comunidad, o en grupos de apoyo facilitados por pares. También pueden ser particularmente importantes las personas que comparten los mismos valores y puntos de vista en general (no solo en el área de la salud mental). Se dice que las relaciones unidireccionales basadas en recibir ayuda pueden ser incluso devaluadoras y potencialmente retraumatizantes, y que las relaciones recíprocas y las redes de apoyo mutuo pueden ser de más valor para la autoestima y la recuperación.

### Esperanza
Encontrar y fomentar la esperanza se ha definido como una de las claves de la recuperación. Abarca no solo el optimismo, sino también una creencia sostenible en sí mismo y la voluntad de perseverar a través de la incertidumbre y los retrocesos. La esperanza puede comenzar en un determinado punto de inflexión, o surgir gradualmente como una pequeña y frágil sensación, y puede variar con la decepción. Se dice que implica confianza, y asumir el riesgo de la decepción, el fracaso y un mayor deterioro.

### Identidad
Se ha propuesto como elemento importante de la recuperación el sentido sostenible de sí mismo (si este hubiera sido perdido o arrebatado). En una investigación se observó que a veces las personas lograban esto mediante la "retirada positiva": la regulación de la participación social y la negociación del espacio público para acercarse a otros de manera que pudieran sentir seguridad manteniendo su sentido de sí mismas; y el apoyo a espacios psicológicos personales que permitieran desarrollar de forma amplia la comprensión y sentido de sí mismas, sus intereses, su espiritualidad, etc. Esto sugiere que el proceso de recuperación puede ser apoyado a través de experiencias de aceptación interpersonal, reciprocidad y sentido de pertenencia social; y suele ser dificultado por la recepción de mensajes  abierta o veladamente negativos que llegan desde el contexto social más amplio. Ser capaz de seguir adelante puede significar tener que hacer frente a sentimientos de pérdida, desesperación e ira. Cuando una persona se siente preparada para el cambio, se inicia un proceso de duelo. Puede que tenga que aceptar el sufrimiento, las oportunidades o el tiempo perdidos.

### Estrategias de afrontamiento saludables y esquema interno significativo
Otro elemento importante es el desarrollo de estrategias personales de afrontamiento (incluida la autogestión o la autoayuda). Puede implicar el uso de medicación o psicoterapia si el paciente está plenamente informado y se le ha escuchado al respecto, incluyendo efectos adversos y con métodos centrados en el paciente y su proceso de recuperación. El desarrollo de aptitudes de afrontamiento y resolución de problemas para gestionar las características y problemas personales (que pueden ser o no síntomas del trastorno mental) pueden necesitar que la persona se convierta en su propio experto, a fin de identificar los principales factores de estrés y las posibles situaciones de crisis, comprendiendo y desarrollando las herramientas personales para afrontar y resolver las situaciones. El desarrollo de un sentido de significado y propósito generales son factores importantes para la continuidad de los procesos de recuperación. Puede que la recuperación implique el desarrollo de un papel social o laboral. También puede implicar renovar, encontrar o desarrollar una filosofía, religión, política o cultura que orienten al individuo. Desde una perspectiva postmoderna, esto se describe como el desarrollo de una narrativa.

### Empoderamiento y establecimiento de unas bases seguras
La creación de una cultura positiva de curación es esencial en el enfoque de la recuperación. Dado que la recuperación es un proceso largo, una red de apoyo sólida es muy útil. También se sugiere la relevancia de una vivienda apropiada, ingresos suficientes, ausencia de violencia y acceso adecuado a asistencia médica como factores importantes para el empoderamiento y autosuficiencia de la personas El empoderamiento y la autodeterminación son importantes para la recuperación por reducir los efectos sociales y psicológicos del trauma y el estrés. La Teoría del Empoderamiento de la Mujer sugiere que la recuperación de los trastornos mentales, el abuso de sustancias y el trauma implica la ayuda a supervivientes para que comprendan sus derechos y así aumentar su capacidad de tomar decisiones de manera autónoma. Esto conlleva desarrollar la confianza para la toma de decisiones de manera asertiva e independiente y la búsqueda autónoma de asistencia médica con un eso adecuado de medicación y prácticas activas de autocuidado. La inclusión en la comunidad, la superación del estigma social y los prejuicios acerca del trastorno o discapacidad mental es parte importante del empoderamiento. Quienes apoyan la teoría del empoderamiento de la mujer sostienen que el reconocimiento de la visión que una persona en recuperación tiene de sí misma puede fijarse o destruirse según las narrativas de su contexto social. Según esta lógica el empoderamiento necesita replantear su visión que tiene el superviviente de sí mismo y del mundo. En la práctica, el empoderamiento y la construcción de una base segura necesita relaciones de apoyo mutuo entre supervivientes y servicios, identificando las fortalezas de la persona y su conciencia del trauma y su contexto cultural.

## Conceptos de recuperación

### Distintas definiciones
Lo que constituye la "recuperación", o un modelo de recuperación, es un tema de debate permanente tanto en la teoría como en la práctica. En general, los modelos clínicos profesionalizados tienden a centrarse en la mejora de síntomas y funciones concretas, y en el papel de los tratamientos, mientras que los modelos entendidos desde el punto de vista de los supervivientes tienden a poner más énfasis en el apoyo entre pares (con perfiles como el de especialista par de apoyo), el empoderamiento y las experiencias personales en la vida real. La "recuperación del", en el enfoque médico, se define por la disminución o eliminación de los síntomas, mientras que la "recuperación en", se basa en el trabajo de pares, que puede todavía implicar síntomas, pero donde la persona experimenta que logra control sobre su vida. De manera similar, la recuperación puede ser vista en términos de modelo social de la discapacidad en vez de perspectiva biomédica de la misma,  y puede haber diferencias en la asunción de las "etiquetas" de diagnóstico y los tratamientos.
Un revisión de las investigaciones sugiere que los autores que tratan sobre la recuperación rara vez son claros sobre cuál de las distintas definiciones están haciendo uso. Las revisiones clasificaron los enfoques encontrados en dos perspectivas amplias:
1. De "rehabilitación": definidas como centradas en la vida y el significado en el contexto de la discapacidad duradera.
2. "Clínicas": centradas en la remisión observable de los síntomas y el restablecimiento del funcionamiento.

Desde la perspectiva de la rehabilitación psiquiátrica, se han propuesto algunas características más del proceso de recuperación, entre ellas:
- Puede darse sin intervenciones profesionales, aunque sí necesite de personas alrededor que crean en la persona y la apoyen en su recuperación.
- No depende de la creencia en teorías concretas sobre la causa de los trastornos.
- Se considera que la recuperación tiene lugar aunque los síntomas puedan aparecer más adelante, cambiando su frecuencia y duración.
- Se incluye la recuperación de los efectos de la psiquiatrización, tanto como la del propio trastorno.
- No es un proceso lineal, sino que tiende a producirse como una serie de pequeños pasos.
- No significa que la persona no haya estado nunca realmente discapacitada desde un punto de vista psiquiátrico.
- Se centra en la salud y el bienestar, en lugar de en la enfermedad, y en la libre elección de la persona.

En una declaración de consenso sobre la recuperación de los organismos competentes en salud mental de los Estados Unidos, que incluía algunas aportaciones de pacientes y usuarios, se definía la recuperación como un proceso de curación y transformación que permite a la persona con problemas de salud mental vivir una vida significativa en una comunidad de su elección mientras se esfuerza por alcanzar su pleno potencial. Se dilucidaron diez componentes fundamentales, todos ellos suponiendo que la persona sigue siendo "usuaria" o que tiene una "discapacidad mental". Se han realizado congresos y jornadas sobre el relevante y "escurridizo" concepto de recuperación desde las perspectivas de usuarios y profesionales.
Un enfoque de recuperación conocido como el "Modelo Tidal" ("Modelo de mareas" en castellano) se centra en el proceso continuo de cambio inherente a cualquier ser humano, buscando transmitir el significado de las experiencias a través de las metáforas relacionadas con el agua. Se ponen en valor varias consideraciones: que las crisis implican oportunidades, se fomenta la creatividad y se exploran diferentes aspectos como la sensación de seguridad, la narrativa personal y las relaciones interpersonales. Inicialmente el modelo de mareas fue desarrollado por personal de enfermería de salud mental junto con la comunidad de pacientes y usuarios de los servicios, Tidal es un modelo concreto que ha sido evaluado de manera específica. Basado en un conjunto definido de valores ("los Diez Compromisos"), hace hincapié en la importancia de la voz propia, el ingenio y la sabiduría de cada persona. Desde 1999, se han establecido en varios países proyectos basados en el modelo de mareas.
Para muchas personas, la recuperación tiene tanto implicaciones políticas como personales en las que la recuperación tiene como objetivos: encontrar un significado, cuestionar las discriminaciones (incluidas las "etiquetas" de diagnóstico psiquiátrico en algunos casos), ser un "mal" paciente que no cumple con las prescripciones médicas y rechazar "adoctrinamientos del sistema", recuperar una vida y lugar elegidos dentro en la sociedad y validarse a sí mismas como personas. La recuperación puede considerarse, por tanto, como una manifestación de empoderamiento. Ese modelo de empoderamiento hace hincapié en que los estados de recuperación no son necesariamente permanentes, que personas que han pasado por procesos de recuperación pueden ser referentes compartiendo sus experiencias y que los "síntomas" pueden entenderse como expresiones de sufrimiento psíquico relacionadas con personas y emociones. Uno de estos modelos es el del Centro Nacional de Empoderamiento de los Estados Unidos que propone una serie de principios sobre los procesos de recuperación y trata de identificar las características de las personas que lo transitan.
En general, la recuperación puede considerarse más como una filosofía o actitud que como un modelo concreto, que consiste fundamentalmente en "recuperar el poder personal y un espacio valorado por la comunidad, necesitando a veces el apoyo de los servicios de atención para lograrlo".

### Recuperación de la adicción de sustancias
En los servicios de rehabilitación de drogadicciones se han adoptado tipos particulares de modelos de recuperación. Si bien las intervenciones en esta área han tendido a centrarse en la reducción del daño, en concreto por la prescripción sustitutiva (o, alternativamente, la exigencia de abstinencia total), los enfoques de recuperación han hecho hincapié en la necesidad de abordar de manera integral la vida de las personas y fomentar sus inquietudes e intereses, promoviendo al mismo tiempo su igualdad de acceso y de oportunidades en la sociedad. Desde el punto de vista de los servicios, el trabajo incluye el "desarrollo de las aptitudes necesarias para prevenir una recaída en el consumo de drogas ilegales, reconstruir las relaciones rotas o crear otras nuevas, participar en actividades significativas y tomar medidas para construir un hogar y ser autosuficientes por sí mismas y con sus familias". Los objetivos podrían ser tan sencillos como subir de peso, recuperar relaciones con amistades o desarrollar la autoestima. La clave es que la recuperación se sostenga". La clave de la filosofía del movimiento de recuperación es el empeño en una relación de igualdad entre "expertos profesionales" y "expertos por experiencia".

### Recuperación informada del trauma
El "cuidado informado del trauma" es una filosofía  de recuperación que combina las condiciones y necesidades de las personas que recuperan de enfermedad mental y/o abuso de sustancia en un solo encuadre. Este encuadre combina todos los elementos del enfoque de recuperación y añade la toma de conciencia del trauma. Quienes abogan por el cuidado informado del trauma sostienen que los principios y estrategias deben ser aplicados a todas las personas que experimentan trastornos mentales, dependencia de sustancias y traumas, ya que estos tres suelen ocurrir simultáneamente o como resultado de uno de ellos.
Los paradigmas que rodean el cuidado informado del trauma empezaron a cambiar entre 1998 y 1999. En 1998, el Centro para Servicios de Salud Mental, el Centro para Tratamiento de Abuso de la Sustancia, y el Centro para Prevención de Abuso de la Sustancia colaboraron en la financiación de 14 proyectos para desarrollar servicios integrados a fin de tratar los efectos interrelacionados de la violencia, la salud mental y el abuso de sustancias. En 1999, la Asociación Nacional de Directores de Programas Estatales de Salud Mental aprobó una resolución en la que se reconocían las repercusiones de la violencia y los traumas y se elaboró un conjunto de recursos para la prestación de servicios de atención al trauma en los servicios estatales de salud mental.
El cuidado informado del trauma ha sido apoyado también dentro de la comunidad académica. Se afirma que ignorar el lugar que ocupa el trauma en la historia de la persona puede interferir en la recuperación en forma de diagnóstico erróneo, tratamiento incorrecto o retraumatización.
Algunos de los principios de la atención informada del trauma incluyen la validación de las experiencias y resiliencia de las personas supervivientes, con el objetivo de aumentar su control sobre el proceso de recuperación, la creación de contextos de recuperación que incluyan la estabilidad y la confidencialidad, la reducción al mínimo de las posibilidades de desencadenar traumas pasados y la integración de las personas supervivientes o en recuperación en la evaluación de los servicios.
En la práctica, la atención informada del trauma ha demostrado ser más eficaz cuando todos los participantes en un contexto de atención de salud mental se comprometen a seguir los principios mencionados. 
Los principios pueden aplicarse en cualquier fase del proceso de recuperación dentro del servicio que proporcione el contexto, incluyendo divulgación, participación, evaluación, defensa de derechos, intervención en caso de crisis y coordinación de recursos. 
El objetivo general de la atención informada del trauma es facilitar la curación y el empoderamiento mediante prácticas centradas en las fortalezas y una amplia variedad de servicios que integran trastornos concurrentes y la múltiples necesidades que puede tener una persona en recuperación, como el tratamiento contra la drogadicción, la vivienda, la construcción de relaciones y el apoyo a la familia.
Estos enfoques contrastan con los sistemas de atención tradicionales. Los defensores de la atención informada sobre el trauma critican los sistemas tradicionales de prestación de servicios, como los hospitales convencionales, por no comprender el papel del trauma en la vida de los pacientes. Los sistemas tradicionales de atención también son criticados por aislar las condiciones de una persona en proceso de recuperación y no abordar de manera simultáneamente los distintos factores como las adicciones y los trastornos mentales como aspectos con un mismo origen. Las prácticas concretas en los sistemas de atención tradicionales, tales como procedimientos innecesarios, desnudar a las personas en las revisiones, las hospitalizaciones involuntarias, las salas de urgencias saturadas y el tiempo limitado de que disponen los equipos y sus profesionales para entrevistarse con pacientes, han sido criticados por la insensibilidad hacia las personas que tratan de recuperarse de un trauma con su trastorno mental y/o abuso de sustancias con frecuencia asociado. Los recursos y tiempo limitados en el sistema de atención sanitaria de Estados Unidos son una posible dificultad para la aplicación de una atención informada sobre el trauma.
Existen otros desafíos para la atención informada sobre traumas, además de los límites del sistema de salud de los Estados Unidos, que pueden hacer que la atención informada sobre traumas sea ineficaz para tratar a las personas que se recuperan de una enfermedad mental o de la dependencia de sustancias. Los defensores de la atención informada sobre traumas sostienen que la aplicación requiere un fuerte compromiso por parte de los dirigentes de un organismo para capacitar al personal a fin de que sea consciente de los traumas, pero esta capacitación puede ser costosa y llevar mucho tiempo. Los términos "atención informada sobre el trauma" y "trauma" también tienen definiciones controvertidas y que pueden ser difíciles de evaluar en un contexto real de atención. Otro obstáculo para la atención informada sobre el trauma es la necesidad de examinar los antecedentes de los mismos. Si bien las instituciones sanitarias están obligadas a examinar los antecedentes de los traumas con la finalidad de prestar la atención óptima, pueden encontrarse con sentimientos de vergüenza y temor a sufrir una invalidación que pueda impedir que la persona en proceso de recuperación confíe y cuente sus experiencias personales.

### Críticas
Existen algunas críticas al enfoque de recuperación en su teoría y práctica. Esto incluye argumentos en la línea de:
- se trata de un concepto anticuado
- solo afecta a un número reducido de personas
- se trata de una moda irresponsable y pasajera
- se produce solo como resultado del tratamiento activo
- implica que es una cura
- solo puede aplicarse en recursos más nuevos
- añade una carga de trabajo extra a los sistemas de atención ya saturados
- no es comprobable ni basado en la evidencia
- devalúa el trabajo de los equipos profesionales
- aumenta la exposición de los equipos de profesionales al riesgo y la responsabilidad.

Otras críticas sobre la aplicación práctica dentro del sistema de atención suelen ser las siguientes:
- el modelo de recuperación puede ser manipulado por los equipos de profesionales para que sirvan a intereses políticos y financieros, como los recortes en los servicios y el alta precipitada de las personas antes de que estén realmente preparadas
- que se está convirtiendo en una nueva ortodoxia o tendencia que está descuidando los factores de empoderamiento y los problemas estructurales de la sociedad, resultando sobre todo en un proceso más bien de clases medias
- que oculta la constante hegemonía del modelo biomédico
- que aumenta las posibilidades de exclusión social y margina a quienes no encajan en las narrativas de recuperación.[82]

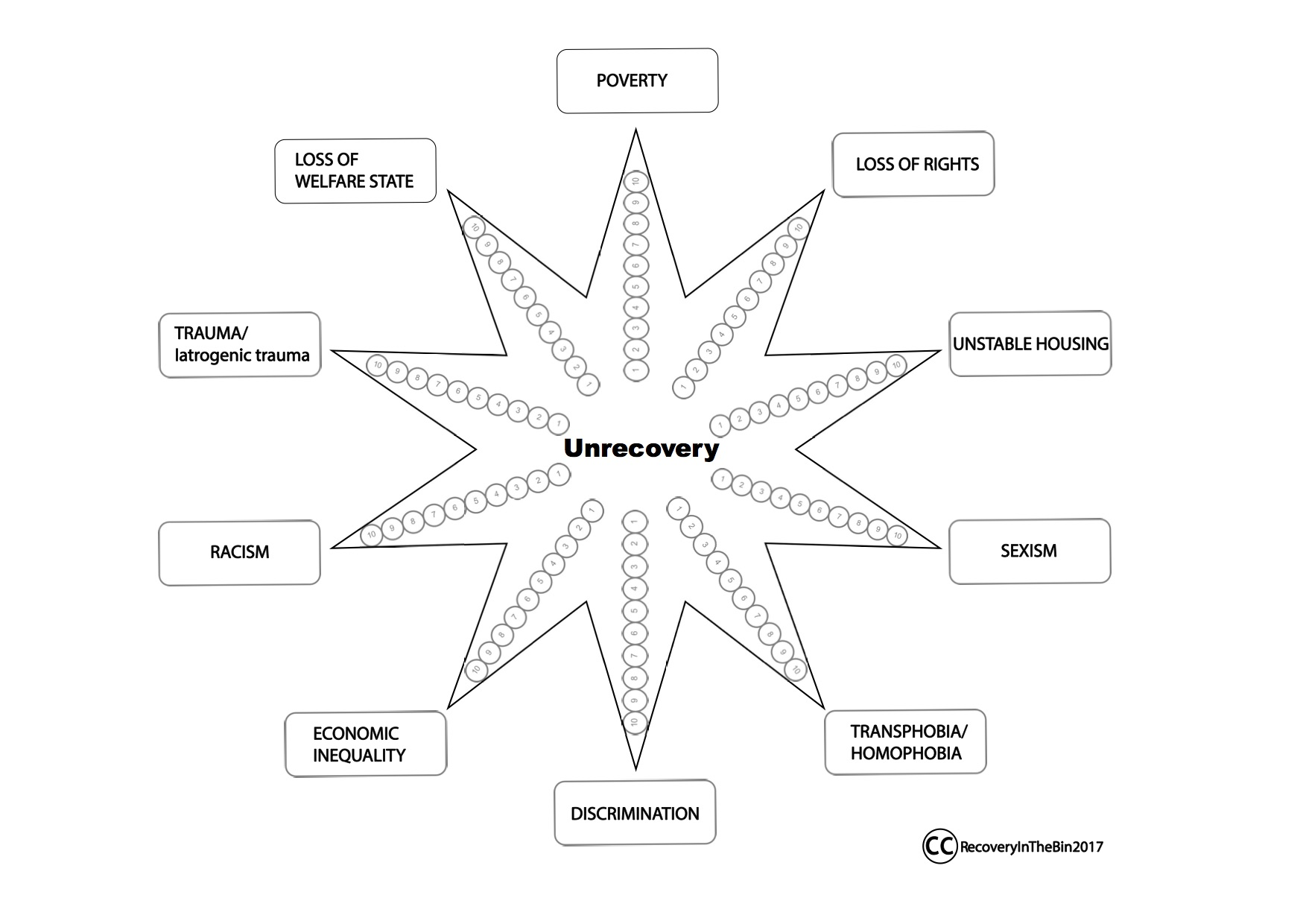
EL modelo de recuperación se implica con el apoyo y el empoderamiento social y político, además del personal individual.

Se han dado en los Estados Unidos conflictos entre modelos de recuperación y modelos de "práctica basada en la evidencia" durante la transformación de los servicios de salud mental en base a las indicaciones de la Nueva Comisión de Libertad en Salud Mental. Algunas críticas se dirigen hacia el énfasis de la Comisión en la idea de que la recuperación es algo a lo que todas las personas con trastornos pueden acceder por completo mediante la pura fuerza de voluntad y, por lo tanto, da falsas esperanzas y culpabiliza de forma implícita a quienes no pueden seguir y culminar ese proceso de recuperación. Sin embargo, quienes hacen estas críticas han recibido a su vez acusaciones de perjudicar los derechos de pacientes y usuarios, al no reconocer que el modelo tiene por objeto apoyar a la persona en su trayectoria personal en lugar de esperar resultados concretos, y que se implica con el apoyo y el empoderamiento social y político, además del personal individual.
Se han identificado varias fases de resistencia a los enfoques de recuperación entre los equipos profesionales de los servicios de salud mental tradicionales, desde "La gente que tenemos aquí está mucho pero que la que está en vuestro modelo y no podrán recuperarse" hasta en "Los profesionales médicos nunca van a apoyar esto". Sin embargo, se han propuesto formas de aprovechar la energía de esta resistencia detectada y utilizarla a su vez para avanzar. Varias organizaciones han elaborado materiales de capacitación del personal, como por ejemplo se ha hecho desde el Centro Nacional de Empoderamiento.
En un estudio de un recurso de salud mental comunitaria para personas diagnosticadas con esquizofrenia se destacaron algunos aspectos positivos y negativos de los modelos de recuperación. Se llegó a la conclusión de que, si bien el enfoque puede ser un aporte y corrección útil a la forma convencional de gestionar los casos -al menos cuando se trata de una elección y con la participación real de cada persona con su contexto particular-, las dificultades personales, sociales e institucionales hacen que sea esencial un apoyo continuo, suficiente y eficaz para la gestión del estrés y el afrontamiento de los problemas de la vida cotidiana. También se observaron prejuicios y dudas en los aspectos culturales del modelo "norteamericano" de recuperación, que reflejaban opiniones subjetivas acerca de las contribuciones y estilos de vida que podían ser valorados o aceptables.

### Evaluación
Se han elaborado cuestionarios y evaluaciones estandarizadas para evaluar los aspectos del proceso de recuperación de la persona. Entre ellos están la Escala de Hitos de la Recuperación (MOR), la Escala del Entorno Favorecedor de la Recuperación (REE), el Instrumento de Medición de la Recuperación (RMT), la Medición de Indicadores de Orientación del Sistema a la Recuperación (ROSI), Instrumento para Etapas de Recuperación (STORI) así como otras herramientas relacionadas.
Se ha dicho que los sistemas de recopilación de datos y la terminología utilizada por los servicios y las instituciones que los financian suelen ser incompatibles con los encuadres de recuperación, por lo que se han elaborado métodos para adaptarlos. También se ha afirmado que el "Manual diagnóstico y estadístico de los trastornos mentales (DSM)" (y en cierta medida cualquier sistema de clasificación categórica de los trastornos mentales) utiliza definiciones y terminología que son incompatibles con un modelo de recuperación, lo que lleva a la recomendación de que las siguientes versiones del DSM necesitan: mayor consideración con los elementos culturales y de género; reconocer la necesidad de que el contexto cambie, no solo las personas categorizadas dentro de un diagnóstico psiquiátrico; y adoptar un encuadre dimensional de la valoración que integre mejor la individualidad sin atribuir un exceso de psicopatología o cronicidad.

## Lecturas relacionadas (en castellano)
- L. Davidson, J. Rakfeldt , J. Strauss (2014). Las raíces del movimiento de recuperación en psiquiatría.
- Grupo de Trabajo de la Sección de Rehabilitación de la Asociación Española de Neuropsiquiatría (2012). Hacia una reformulación de la rehabilitación psicosocial.
- Confederación Española de Agrupaciones y Personas con Enfermedad Mental (FEAFES)(2014). Guía PARTISAM: Promoción de la Participacion y Autonomía en Salud Mental.

## Lecturas relacionadas (en inglés)
- Karasaki Et al.,(2013). The Place of Volition in Addiction: Differing Approaches and their Implications for Policy and Service Provision.